# The Shock of the Lightning
The Shock of the Lightning — песня с 7-го студийного альбома Dig Out Your Soul группы Oasis. Автор песни — лидер группы Ноэл Галлахер. Песня была издана синглом 29 сентября 2008. Сингл занял 3 место в хит-параде Англии.
В Америке сингл «The Shock Of The Lightning» добрался до 12 места Billboard Modern Rock, став самым успешных хитом Oasis в США за последние 10 лет со времен Don't Go Away. Сингл вышел как в форматах CD и 7-дюймового винила, так и в цифровом варианте.
Ноэл Галлахер сказал: «„The Shock of the Lightning“ кажется немного недоделанной только потому, что она была очень быстро написана и записана. По большому счету эта песня — демо. Она вся пропитана энергией, которая на первый взгляд не чувствуется, но питает своей мощью. Я в восторге, когда рождаются такие песни». Ноэл также признался, что лишь у Shock of the Lightning может быть «статус сингла Oasis», потому что на их саунд больше не похожа ни одна песня.
В качестве би-сайда в сингл вошёл ремикс на песню «Falling Down», сделанный группой «The Chemical Brothers».

## Список композиций
Все песни написаны Ноэлом Галлахером.
CD / 7"
1. «The Shock of the Lightning» — 5:02
2. «Falling Down» (Chemical Brothers remix) — 4:32

iTunes / Oasisinet exclusive bundle
1. «The Shock of the Lightning» — 5:02
2. «Falling Down» (Chemical Brothers remix) — 4:32
3. «The Shock of the Lightning» (music video)

Japanese Edition SICP 2112　
1. «The Shock of the Lightning» — 5:03
2. «The Shock of the Lightning» (The Jagz Kooner remix) — 6:38
3. «Lord Don’t Slow Me Down» — 3:18

## Позиции в чартах
| Чарт (2008)                            | Высшая позиция |
| -------------------------------------- | -------------- |
| UK Singles Chart                       | 3              |
| Irish Singles Chart                    | 12             |
| U.S. Billboard Hot 100                 | 93             |
| U.S. Billboard Hot Modern Rock Tracks  | 12             |
| Billboard European Hot 100 Singles     | 7              |
| Australian ARIA Physical Singles Chart | 24             |
| Japan Hot 100                          | 10             |
| French Singles Chart                   | 38             |
| Canadian Hot 100                       | 51             |
| Swedish Singles Chart                  | 5              |
| German Singles Chart                   | 48             |
| Argentinian Singles Chart              | 91             |
| Dutch Singles Chart                    | 47             |
| UK Indie Chart                         | 1              |